# Alejandro Otero Fernández
Alejandro Otero Fernández (Redondela, 14 de diciembre de 1888-México, 26 de junio de 1953) fue un médico, catedrático y político socialista español.

## Biografía
Estudió Medicina en la Universidad de Santiago de Compostela, especializándose en Ginecología. Ejerció profesionalmente en Madrid hasta que en 1914 fue nombrado catedrático de Obstetricia de la Universidad de Granada, de la que fue elegido rector en 1932. En las elecciones municipales de 1931 que dieron lugar a la proclamación de la Segunda República fue elegido concejal del ayuntamiento granadino, donde favoreció la creación del Hospital Clínico. En las elecciones generales del mismo año fue elegido diputado por las circunscripciones electorales de Pontevedra y Granada (Segunda República) en la candidatura del Partido Socialista Obrero Español (PSOE). Fue encarcelado unos meses durante la revolución de 1934. En 1936 fue elegido compromisario para la elección del presidente de la República por la circunscripción electoral de Granada. En la Guerra Civil fue subsecretario de armamento del Gobierno, vicepresidente del PSOE y, al terminar el conflicto, se exilio en México, donde continuó trabajando como médico y colaboró con el gobierno de la República española en el exilio. Dirigió una red de asistencia médica para los exiliados españoles y las personas más desfavorecidas, creada con fondos de la Junta de Auxilio a los Republicanos Españoles.